# 萩原町 (岐阜県)

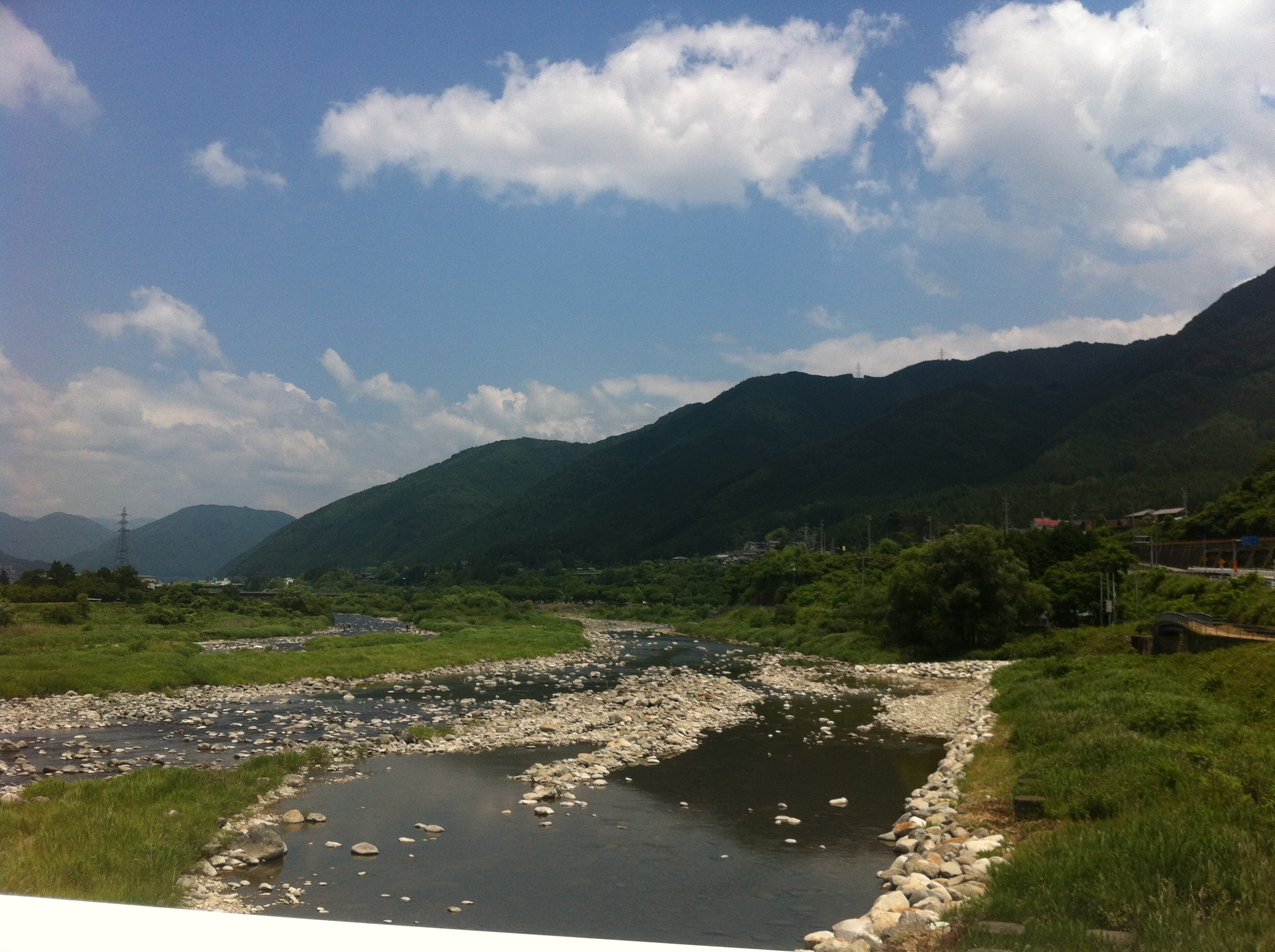
飛騨川

萩原町（はぎわらちょう）は、かつて岐阜県益田郡にあった町である。2004年（平成16年）3月1日に小坂町・下呂町・金山町・馬瀬村と合併して下呂市（げろし）となった。合併後の住所表記は下呂市萩原町○○である。

## 地理
岐阜県中部・飛騨地方の南部に位置する。周りを1000メートル級の山に囲まれ、町の中央を飛騨川が流れる。南に天下の三名泉の一つ下呂温泉がある下呂町、北に御嶽山をはじめとする山々の自然や濁河温泉がある小坂町という観光立町にはさまれているが、萩原町は昔から益田郡の政治・文化の中心地だった。
町内には天下十刹の一つ禅昌寺や飛騨二之宮である久津八幡宮があり、岐阜県下呂総合庁舎や下呂警察署など機関が置かれている。
- 山：川上岳、島脇谷山、御前山
- 河川：飛騨川、山之口川

## 歴史

### 沿革
- 1897年（明治30年）
  - 4月1日：三郷村・宮田村が合併して萩原村となる。
  - 10月29日：町制施行して萩原町（初代）となる。
- 1956年（昭和31年）8月25日：川西村、大野郡山之口村と合併し萩原町（2代）となる。
- 2004年（平成16年）3月1日：小坂町・下呂町・金山町・馬瀬村と合併して下呂市が発足。萩原町は廃止された。

### 平成の町村合併
町村合併に際して市役所の位置や市の名称（下呂市とその他名称）などをめぐり下呂町と対立した。一時は法定合併協議会で決められた合併案を、隣の小坂町とともに町議会で否決される事態となった。2014年（平成26年）時点で、下呂市役所は下呂庁舎と萩原庁舎の分庁舎体制になっている。

## 姉妹都市
- 1998年締結
 ペンサコーラ市（アメリカ合衆国フロリダ州）

## 教育
- 萩原町立南中学校
- 萩原町立北中学校
- 萩原町立萩原小学校
- 萩原町立宮田小学校
- 萩原町立尾崎小学校

### 2004年以前に廃校となった小中学校
- 萩原町立萩原中学校（1953年廃校）
- 萩原町立山之口中学校（1968年廃校）
- 萩原町立羽根小学校（1963年廃校）
- 萩原町立西上田小学校（1963年廃校）
- 萩原町立尾崎小学校平沢分校（1963年廃校）
- 萩原町立山之口小学校（1988年廃校）

## 交通

### 鉄道路線
- JR東海
  - 高山本線：禅昌寺駅 - 飛騨萩原駅 - 上呂駅 - 飛騨宮田駅

### 道路
高速道路
- 町内に高速道路はなし

一般国道
- 国道41号
- 国道257号

主要地方道
- 岐阜県道88号下呂小坂線
- 岐阜県道98号宮萩原線

一般県道
- 岐阜県道439号飛騨萩原停車場線

その他
- 益田街道禅昌寺を訪ねるみち

## 名所・旧跡・観光スポット
- 禅昌寺
  - 禅昌寺歴史民俗資料館
  - 禅昌寺の大スギ（国の天然記念物）
- 久津八幡宮
  - 久津八幡宮の夫婦スギ（国の天然記念物）
- 縣神社
- 位山八幡神社
- 南ひだ健康道場
- 飛騨川温泉しみずの湯（温泉施設）
- 第57回全国植樹祭会場跡地（しみずの湯隣接）
- 南飛騨三輪8耐
- 萩原劇場[1]
- ミサト館[1]

## 出身著名人
- 今井隆 - 米の新品種「龍の瞳」の育種家。
- 長田百合子（教育評論家、引きこもりカウンセラー）
- 小池民男（ジャーナリスト）
- 熊﨑勝彦（元東京地検特捜部長・第13代プロ野球コミッショナー）
- 森本宏（法務事務次官・元東京地検特捜部長）

## その他
- 2006年（平成18年）の第57回全国植樹祭は、町内の四美地区を会場に行われた。
- 西濃運輸の前身である田口自動車の創業地[2]。